# اچ‌ام‌اس داونهام
اچ‌ام‌اس داونهام ممکن است به یکی از موارد زیر اشاره داشته باشد:
- اچ‌ام‌اس داونهام (ام۲۶۲۰)
- اچ‌ام‌اس داونهام (ام۲۶۲۲)